# Jodocus Sebastiaen van den Abeele

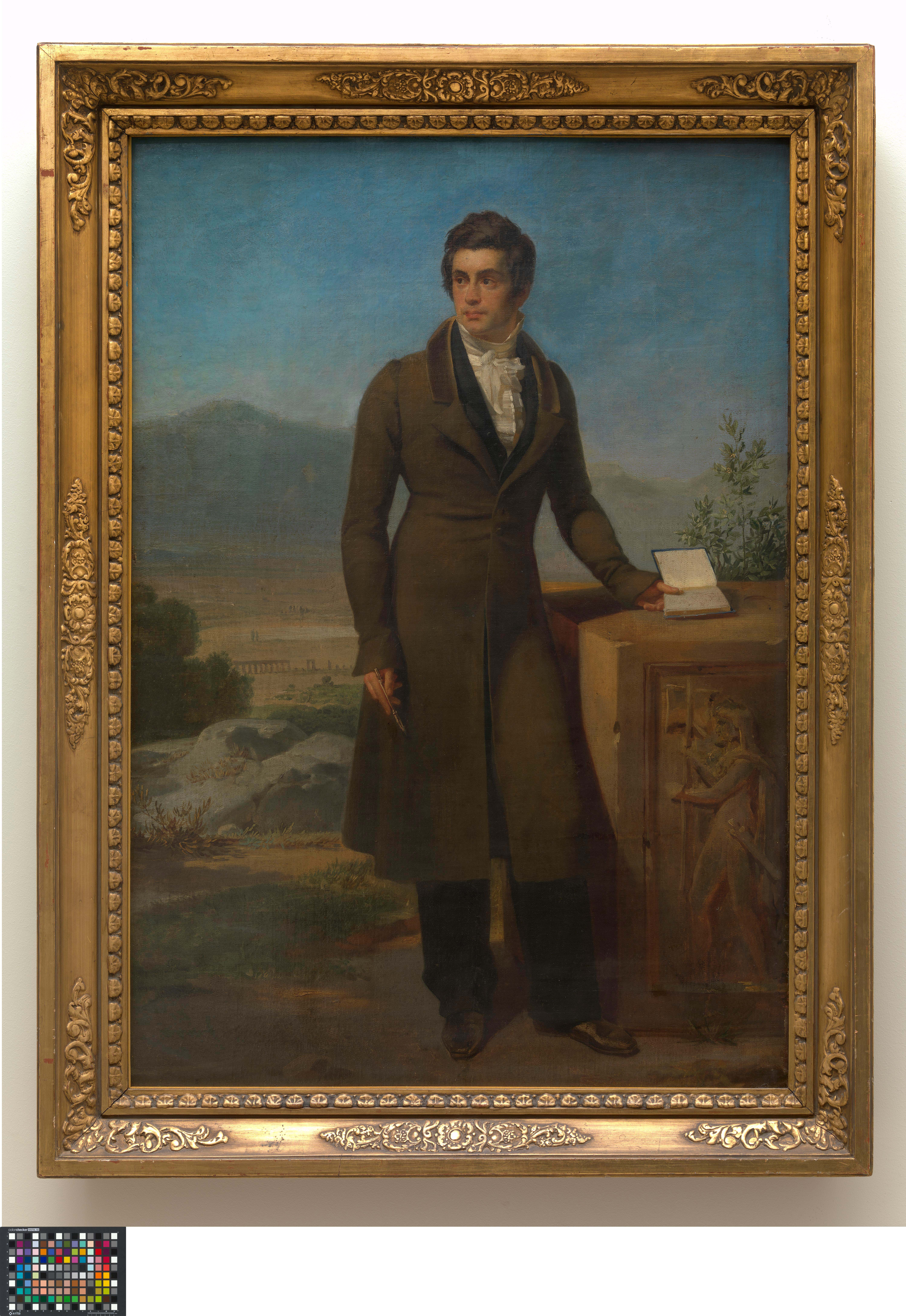
Jodocus Sebastiaen van den Abeele, 1900, Museo di belle arti Gand

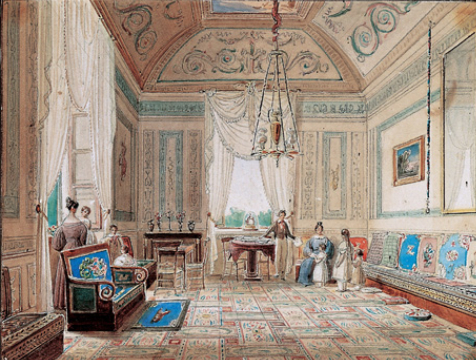
Un salotto di Villa Paolina a Roma

Jodocus Sebastiaen van den Abeele, o Josse-Sébastien van den Abeele (Gand, 21 gennaio 1797 – Gand, 21 febbraio 1855), è stato un pittore belga.

## Biografia
Studiò all'Accademia di Gand e poi, trasferitosi a Parigi nel 1818, su raccomandazione di David, dal 1815 in esilio a Bruxelles, entrò nella bottega di Antoine-Jean Gros. Nel 1823 si trasferì a Roma dove, su influenza dei colleghi Frans Vervloet e François Granet trasformò i suoi interessi artistici orientati prevalentemente alla pittura di storia in soggetti tratti dalla vita popolare romana, secondo gli esempi di Louis Léopold Robert e di Bartolomeo Pinelli. A Roma conobbe e frequentò i membri della famiglia Bonaparte e fu maestro di disegno di Napoleone Luigi Bonaparte.
Nel 1830 si trasferì a Firenze, continuando le sue frequentazioni con i Bonaparte in Palazzo Serristori, residenza di Giuseppe Bonaparte e della figlia Carlotta. Tornò a Roma brevemente nel 1836, per poi fare ritorno in Belgio.

## Opere
- Ritratto del pittore Pierre-Narcisse Guérin, disegno, Parigi, Louvre
- Salone di Villa Paolina a Roma con la principessa Zénaïde Bonaparte, i figli e la sorella Charlotte, Roma, Museo Napoleonico
- Acquedotto nella campagna romana, collezione privata
- Colonnata, collezione privata
- Fedeli nella navata di una chiesa, collezione privata
- Veduta di Roma dalla terrazza di Villa Medici, 1830, collezione privata
- Vista del Colosseo a Roma,	olio su tela, 73,9x110 cm, 1837, Museo di belle arti (Gand)
- Frati francescani nel chiostro di Santa Maria d'Aracœli, olio su tela, 107 x 137 cm, 1842, collezione privata